# Haslach an der Mühl
Haslach an der Mühl (česky Hašlach případně Hašlach nad Mihelou) je městys v rakouské spolkové zemi Horní Rakousy, v okrese Rohrbach. Leží na soutoku Velké Mihely a Horského potoka.

## Počet obyvatel
V roce 2012 zde žilo 2 536 obyvatel.

## Dějiny
Ves byla založena zřejmě již před rokem 1231, kdy byl Hašlach zmíněn ve smlouvě mezi pasovským biskupem a Vítkem III. mladším z Prčice a Plankenberka.
V roce 1341 panství odkoupil od pasovského biskupa Petr I. z Rožmberka, který nechal vystavět věž (Burg Haslach), jež se měla stát základem budoucí hradu. Ten však nebyl nikdy dokončen. O sto let později byl během husitských válek Hašlach dvakrát zničen. V roce 1469 přepadl Hašlach držitel Vimperka Petr Kaplíř ze Sulevic.
V roce 1599 byl Petr Vok z Rožmberka finanční tísní donucen toto panství prodat, čímž se po 250 letech Hašlach navrátil do vlastnictví pasovského biskupa; později se pak panství stalo majetkem kláštera v Drkolné.

## Politika

### Starostové
Starostové od roku 1850:
| Doba v úřadu | Jméno              | Doba v úřadu | Jméno                 |
| ------------ | ------------------ | ------------ | --------------------- |
| 1850–1858    | Franz Stifter      | 1935–1938    | Max Wiplinger         |
| 1858–1861    | Eduard Zankl       | 1938–1945    | Norbert Zinöcker      |
| 1861–1866    | Johann Franz       | 1945–1946    | Max Wiplinger         |
| 1866–1867    | Lorenz Lampsteiner | 1946–1947    | Emil Sündermann       |
| 1867–1870    | Johann Mathie      | 1947–1949    | Josef Ortner          |
| 1870–1873    | Johann Franz       | 1949–1954    | Max Wiplinger         |
| 1873–1876    | Robert Salomon     | 1954–1955    | Josef Ortner          |
| 1876–1894    | Franz Xaver Mathie | 1955–1961    | Johann Königseder     |
| 1894–1897    | Heinrich Zlabinger | 1961–1972    | Johann Schmidinger    |
| 1897–1903    | Alois Höss         | 1972–1978    | Franz Zierlinger      |
| 1903–1909    | Karl Koblmüller    | 1978–1985    | Friedrich Andexlinger |
| 1909–1913    | Leopold Wagner     | 1985–1997    | Johann Gierlinger     |
| 1913–1919    | Theodor Aumayr     | 1997–2008    | Norbert Leitner       |
| 1919–1929    | Ferdinand Mathie   | seit 2008    | Dominik Reisinger     |
| 1929–1935    | Johann Rechberger  |              |                       |

### Znak
Znak městyse se dvěma věžemi a městskou branou obsahuje i malý znak pánů z Rožmberka, který korunuje písmeno M, iniciálu císaře Matyáše.